# Фьерабрас
Фьерабра́с (Fierabras, от фр. fier à bras «храбрая рука») — персонаж французских chansons de geste, сарацинский великан, принявший христианство. Сын эмира Балана.

## Произведения
- «Фьерабрас». Впервые появляется как герой одноимённой поэмы XII века, написанной двенадцатисложным рифмованным стихом и состоящей более чем из 6000 строк. Действие происходит в Испании, где укрылись Балан и Фьерабрас, разграбившие собор Святого Петра в Риме и похитившие оттуда святые реликвии. Армия Карла преследует войска Балана, чтобы вернуть реликвии. Карл посылает Оливье на поединок с Фьерабрасом. Фьерабрас побеждён и принимает христианство. Однако сам Оливье попадает в руки сарацин и оказывается в заточении в их крепости Эгремор. Там же томятся и другие пэры Карла. Но влюбленная в Ги Бургундского Флорипа, сестра Фьерабраса, помогает пленникам. Подошедшая армия Карла освобождает их. Балан обезглавлен, его земли разделены между Фьерабрасом и Ги Бургундским, который женится на Флорипе. Святые реликвии Карл отвозит в Сен-Дени.

Поэма была переведена на провансальский (XIII век), итальянский (Cantare di Fierabraccia e Ulivieri, XIV век) и английский (Sir Ferumbras, XV век) языки.
- «Разорение Рима» (Destruction de Rome). Позже в качестве пролога к «Фьерабрасу» была написана небольшая поэма, описывающая нападение Балана на Рим. Сарацины, приплывшие с огромным флотом, захватывают город, и Фьерабрас убивает папу римского. Возможно, в сюжете отразился захват Рима арабами в 846 году, во время которого был разграблен собор Святого Петра.
- В середине XV века швейцарец Жан Баньон (Jean de Bagnyon) переработал поэму в прозаический роман, выдержавший с 1478 по 1536 год 15 переизданий. Роман был переведён на кастильский, португальский, немецкий и английский языки.
- Чудодейственный «бальзам Фьерабраса», будто бы исцеляющий раны, упоминается в «Дон Кихоте» Сервантеса. В главе X первой части Дон Кихот говорит Санчо Пансе, что знает рецепт бальзама. В главе XVII Дон Кихот сообщает Санчо, что ингредиентами являются масло, вино, соль и розмарин. Рыцарь кипятит их и благословляет молитвами. Выпив состав, Дон Кихот страдает от рвоты и потоотделения, а после сна чувствует себя выздоровевшим. Однако на Санчо это оказывает сильное слабительное действие. Дон Кихот объясняет это тем, что Санчо — оруженосец, а не странствующий рыцарь[1][2].
- В 1823 году Шуберт написал оперу «Фьеррабрас».

## Фьерабрас и Россия
В поэме Жана Боделя «Песнь о саксах» (рубеж XII и XIII веков) этот персонаж упоминается как Fierabraz de Rossie, что дало основания некоторым российским историкам (например, Аполлону Кузьмину) называть его древнерусским князем IX века (война Карла Великого с саксами — историческое событие). Однако слово «Россия» (Russie) появилось во французском языке позднее (известно с XVIII века), и нет никаких оснований предполагать для Фьерабраса наличие исторического прототипа.